# Zone de Turbulence
 (mai 2021).
Si vous disposez d'ouvrages ou d'articles de référence ou si vous connaissez des sites web de qualité traitant du thème abordé ici, merci de compléter l'article en donnant les références utiles à sa vérifiabilité et en les liant à la section « Notes et références ».
Zone de Turbulence est une émission de télévision québécoise pour préadolescents composée de 160 épisodes de 26 minutes diffusée à partir du 7 septembre 1998 jusqu'en 2000 sur le Canal Famille puis rediffusée jusqu'à l'été 2003 sur VRAK.TV. Elle sera diffusée sur Unis.
Ce magazine quotidien fait appel à l’inusité, le farfelu et l’imprévisible pour informer avec humour, originalité et audace. Via des discussions, des reportages et des sketchs, chaque épisode explore un thème sous tous ses angles et selon la personnalité de chacun des animateurs.

## Distribution
- Isabelle Brouillette
- Frédéric Desager
- Charles Lafortune
- Pierre Limoges

## Fiche technique
- Auteurs : François Avard, Pascal Blanchet, Martin Doyon, Michel Lessard, Louis-Philippe Morin, Jean Y. Pelletier, François Parenteau et Martin Thibaudeau
- Concepteurs : Anne-Marie Hétu et Claude Landry
- Réalisation : Brigitte Couture
- Producteurs : Anne-Marie Hétu et Philippe Dussault
- Société de production : Match TV